# Bataille de Gueltat Zemmour (1980)
Pour les articles homonymes, voir Bataille de Gueltat Zemmour.
Guerre du Sahara occidental
Batailles
La bataille de Gueltat Zemmour a lieu le 22 juin 1980. Les forces du Front Polisario sont repoussées par l'armée marocaine.

## Déroulement
Le 22 juin 1980, une colonne de 500 véhicules transportant plusieurs centaines d'hommes attaque la localité de Gueltat Zemmour. Les combats démarrent à 5 h, les polisariens attaquent par vagues successives. Repoussés, les indépendantistes dénombrent 250 morts et 35 véhicules détruits. La bataille prend fin à 15 h. L'aviation marocaine bombarde les polisariens dans leur retraite, dans le passage obligé de Chalkhat al-Lbane provoquant de nouvelles pertes, à savoir plus de 350 morts et blessés ainsi que 60 camions détruits selon Rabat.

## Bilan et conséquences
Les pertes du Polisario s'élèvent à plus de 600 tués et blessés tandis que seulement 16 soldats marocains ont été tués et 15 blessés d'après Rabat. De son côté, le Polisario affirme que de nombreux militaires marocains ont été tués, blessés et faits prisonniers, et un important lot de matériel saisi et détruit.
Selon le Maroc, les indépendantistes seraient venus du nord de la Mauritanie après avoir franchi la frontière à Aïn Ben Tili, le 19 juin.